# Ingrid Dietsch
Ingrid Marieluise Dietsch, geb. Zeigermann (* 29. Dezember 1937 in Kiel; † 23. April 2023 in Hannover) war eine deutsche Bibliothekarin und Autorin.

## Leben
Dietsch wuchs in Swinemünde und ab 1945 in Hamburg auf. Nach dem Examen an der Hamburger Bibliotheksschule übernahm sie 1963 die Aufgabe, an der neugegründeten Hochschule für Bildende Künste in Braunschweig eine Bibliothek aufzubauen.
Nach Familiengründung und mehreren Umzügen wurde sie 1979 persönliche Mitarbeiterin des Direktors der Niedersächsischen Landesbibliothek Hannover, Wilhelm Totok, an den Bänden 4 und 5 seines Handbuch der Geschichte der Philosophie. Von 1983 bis 1997 bearbeitete sie die jährlich in der Zeitschrift Studia Leibnitiana erscheinende Leibniz-Bibliographie.
1994 begann sie damit, Lebensläufe von bisher weniger beachteten Personen aus der Goethe-Zeit zu rekonstruieren.
Ingrid Dietsch war Mitglied der Varnhagen Gesellschaft.

## Werke
- Militärische Logistik 1945–1961. Versuch einer Bibliographie. Prüfungsarbeit der Hamburger Bibliotheksschule. 1962 (maschinenschriftlich).
- Leibniz-Bibliographie 1983–1997. Franz Steiner Verlag, Wiesbaden, ISSN 0039-3185.
- Da fühlst Du einmal meine Last. Vom Alltag der Caroline Falk in Weimar (1797–1841). Weimar 2003, ISBN 3-86160-154-0.
- Wohin sollen wir gehen? Bürgerlicher Alltag in der NS-Zeit. Ein Bericht nach Briefen und Dokumenten. Norderstedt 2006, ISBN 978-3-8334-5534-6.
- Ich wart' auf meine Zeit. Allwina Frommann, Buchillustratorin, Malerin und Zeitbeobachterin der Revolution von 1848. Weimar 2010, ISBN 978-3-941830-00-4.
- Gespräche vom Kriege. Gesammelte Erfahrungen und Einsichten. Weimar 2013, ISBN 978-3-86160-414-3.
- „Denn gewiß, wir sind befreundet, theuerstes Fräulein…“. Zur Korrespondenz zwischen der Blumenmalerin Allwina Frommann aus Jena und Karl August Varnhagen von Ense. In: Weimar – Jena: Die große Stadt. Vopelius-Verlag 3 (2010), H. 1, S. 29–44 (Web-Ressource).
- Friedrich Johannes Frommann (1797–1886) und der deutsche Buchhandel. Beucha, Markkleeberg 2015, ISBN 978-3-86729-152-1.
- „…drey Tausend und zwey hundertster Schatz meines Herzens“. Briefe von Caroline und Johannes Daniel Falk (1796–1826). Kommentiert und eingeleitet herausgegeben von Ingrid  Dietsch und Nicole Kabisius. Weimar 2018, ISBN 978-3-86160-551-5.
- Der Mann im Zwischendeck oder wie es dazu kam, dass der Steindrucker Ludwig Heinrich Fernow 1854 von Halle an der Saale nach Amerika auswanderte: (Manuskript einer Recherche), 2022, 189 S.

## Auszeichnungen
- 2007, 2010 und 2011: Stipendiatin der Klassik Stiftung Weimar
- 2016: Preis der Stiftung Kreatives Alter (Zürich)